# Île de Grande Biesse
L'île de Grande Biesse est une des anciennes îles de la Loire à Nantes, correspondant aujourd'hui à la partie nord de l'île de Nantes.

## Situation
L'île se situait sur la rive gauche d'un des bras de la Loire, celui de la Madeleine au niveau de l'actuel pont Général-Audibert (à l'emplacement de l'ancien « pont de la Madeleine ») et du quai Hoche.
Au sud, elle était séparée de l'île de Petite Biesse, par un autre bras de fleuve, la « boire de Toussaint » qui, comblée entre 1930 et 1945, a laissé la place au boulevard Gustave-Roch.

## Historique
En 853 les Vikings, qui alors occupaient Nantes, fortifièrent l'île de Bièce [Biesse]. En 873, le roi Charles le Chauve donne l'autorisation aux Vikings occupant l'île d'y établir un marché de commerce. 
Cette île était autrefois traversée du nord au sud par la chaussée menant de Nantes à Pirmil, qui est devenue depuis la rue Grande-Biesse. Celle-ci traversait le « bras de la Madeleine » et la « boire de Toussaint », par des ponts homonymes.
Jusqu'au XVIIe siècle, il existait, sur les bords de la boire de Toussaints, l'« aumônerie de Toussaints » fondée par Charles de Blois, et donnée en 27 avril 1362 à Pierre Eon afin d'y édifier un établissement destinée à soigner les malades et héberger les voyageurs pauvres. L'aumônerie qui dépendait alors de la paroisse de l'église Sainte-Croix, occupait un terrain situé sur le côté est de la rue Grande-Biesse (plaque commémorative au no 43, 47° 12′ 19″ N, 1° 32′ 55″ O). Elle fut vendue en 1790, avant d'être désaffectée, puis démolie en 1846.
La partie amont de l'île, aux abords de ce qui est de nos jours le boulevard Vincent-Gâche, était occupée par la prairie de Biesse, où ont eu lieu notamment l'exécution de Gilles de Rais en 1440,.

## Galerie

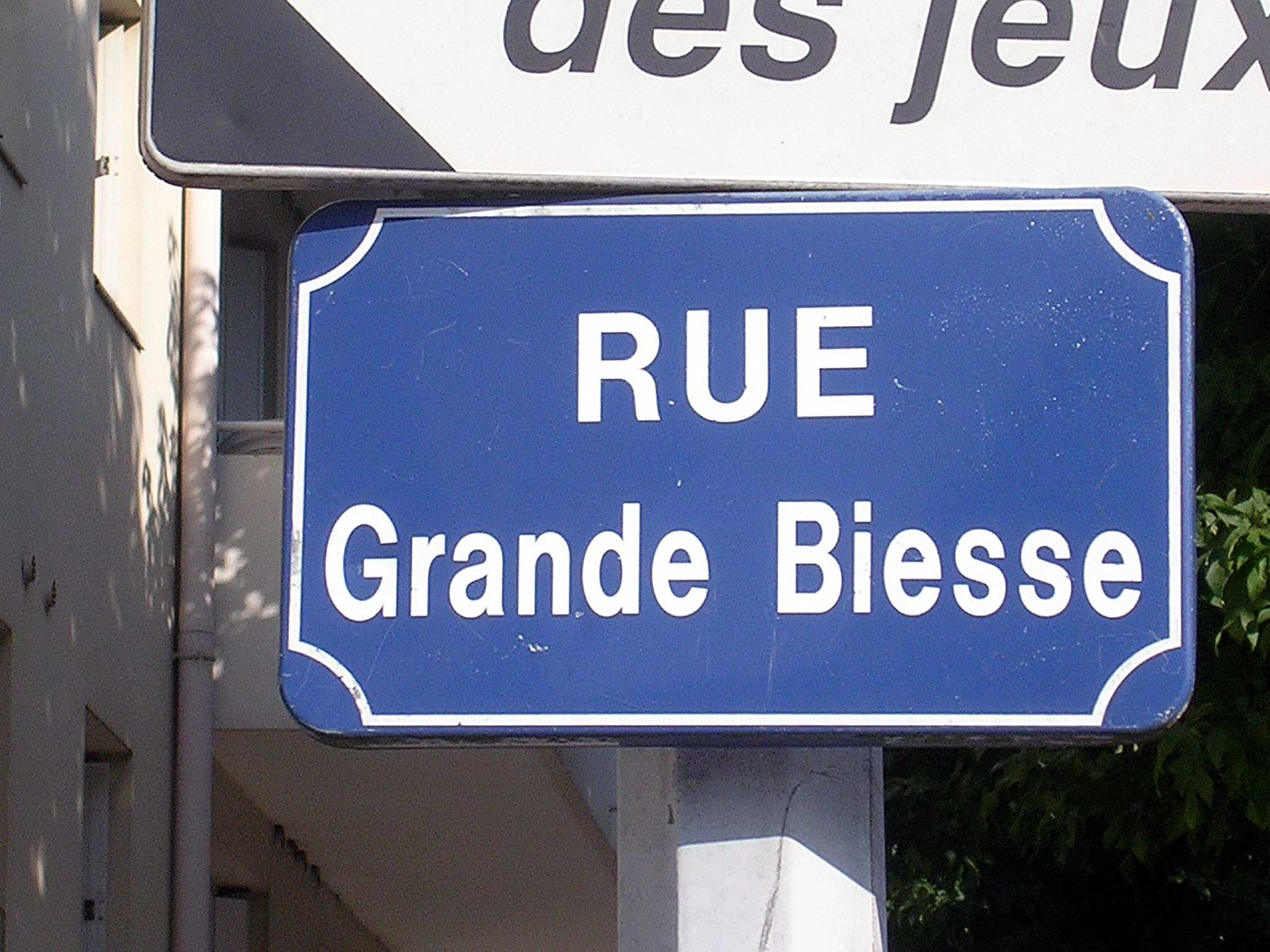
Panneau de la rue Grande Biesse
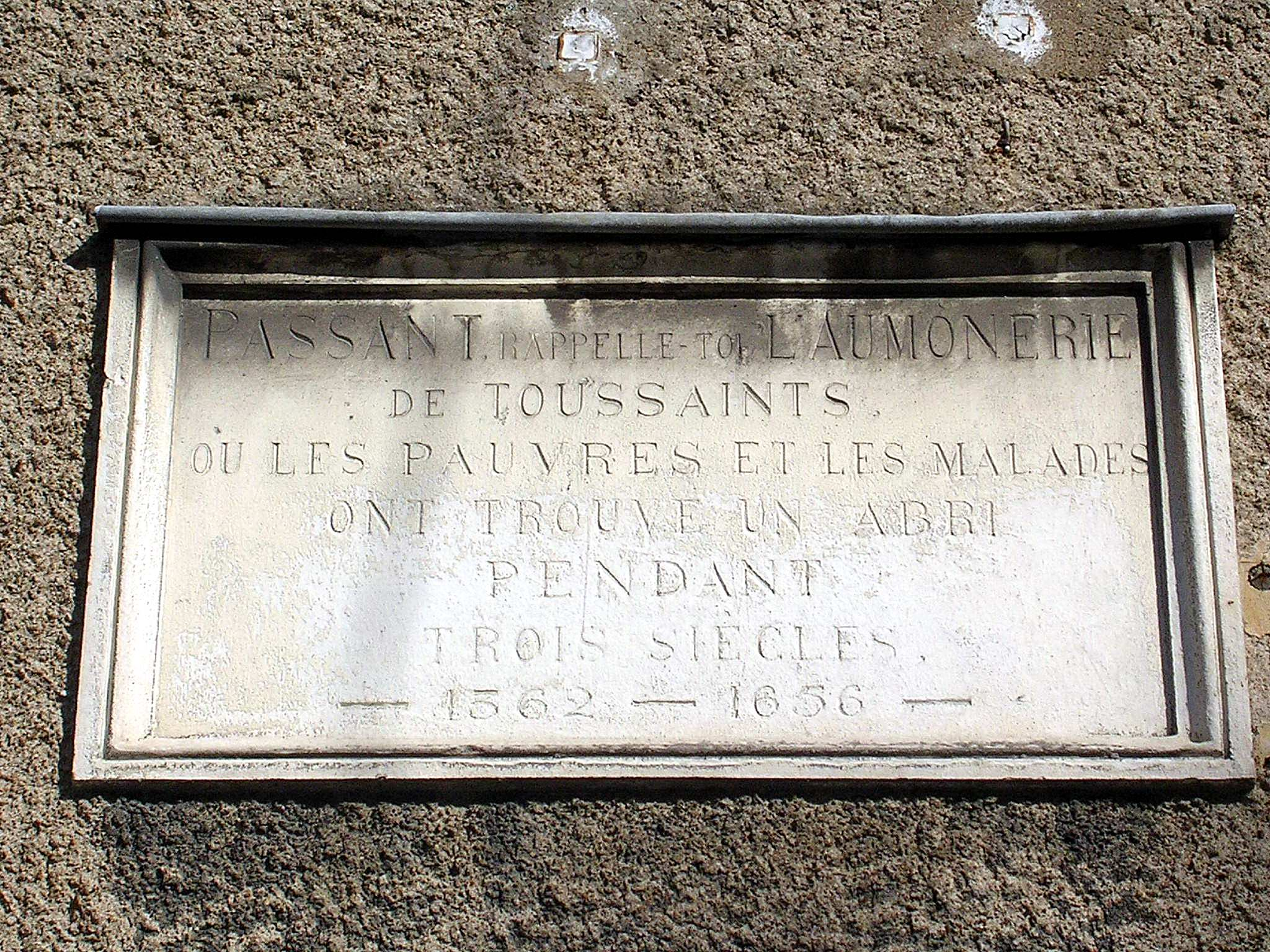
Plaque commémorative indiquant l'emplacement de l'ancienne aumônerie de Toussaints, de 1362 à 1656